# Istituto superiore di stato maggiore interforze
L'Istituto superiore di stato maggiore interforze (ISSMI) è stato istituito nel 1994 per sviluppare e migliorare l'addestramento professionale e la conoscenza culturale degli ufficiali e funzionari delle Forze armate italiane e della Guardia di Finanza destinati ad assumere incarichi di particolare rilievo negli stati maggiori, in ambiti di Forza armata, interforze ed internazionale.

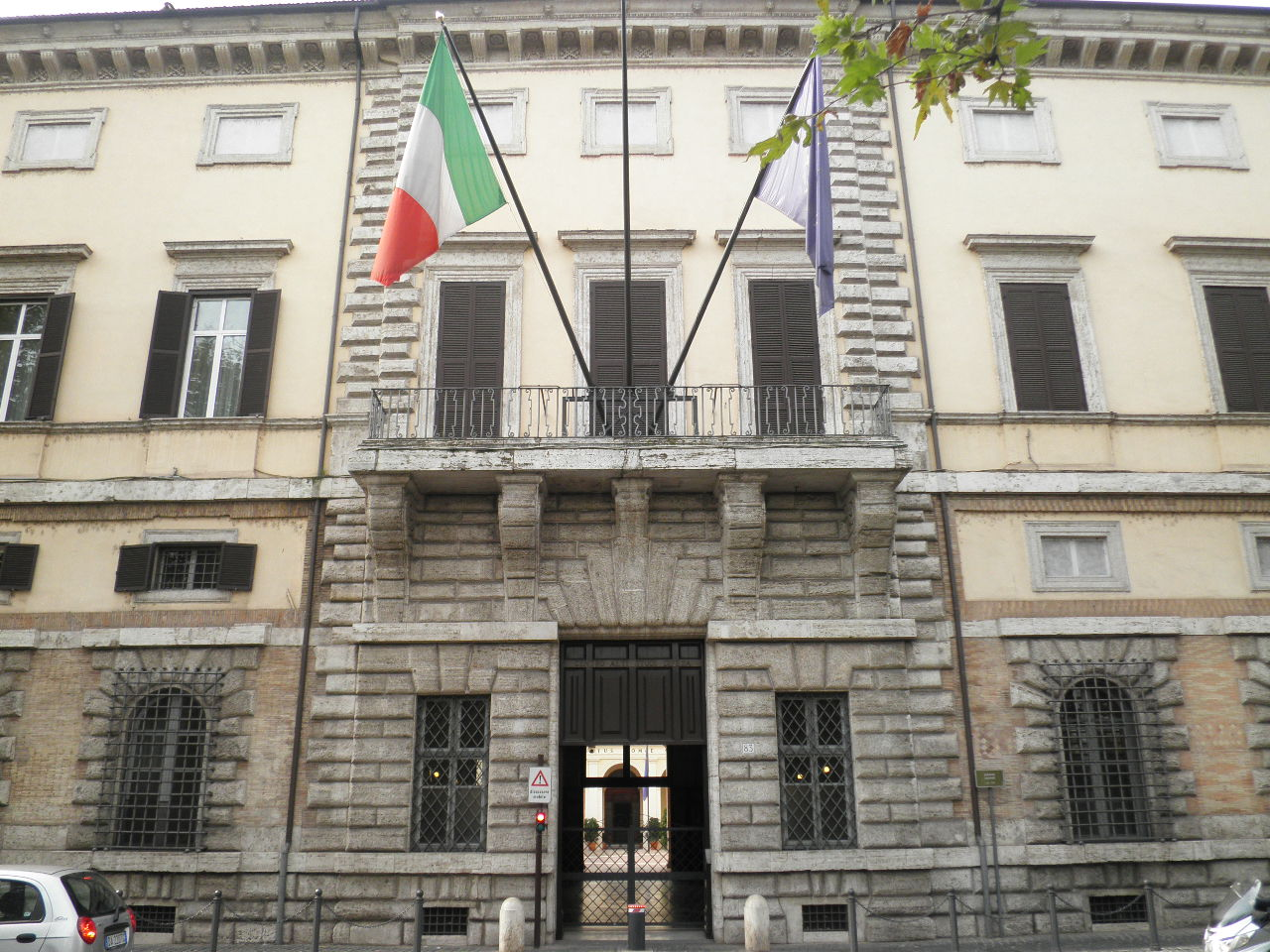
Palazzo Salviati alla Lungara, a Roma.

I frequentatori del Corso superiore di stato maggiore interforze, nei gradi di maggiore e capitano di corvetta, tenente colonnello e capitano di fregata, sono selezionati tra gli ufficiali che hanno frequentato i corsi di stato maggiore presso le Scuole di guerra di Forza armata o l'Istituto di studi militari marittimi. I funzionari della pubblica amministrazione invece sono selezionati a seguito di valutazione di titoli professionali e di studio.
Al Corso partecipa anche, su invito del Capo di stato maggiore della difesa, un gruppo di ufficiali stranieri, provenienti da nazioni amiche e alleate.
L'Istituto ha sostituito i corsi superiori di stato maggiore precedentemente svolti separatamente e autonomamente dalla Scuola di guerra dell'esercito a Civitavecchia, dalla Scuola di guerra aerea di Firenze e dall'Istituto di studi militari marittimi di Venezia. 
La sede dell'Istituto è a Palazzo Salviati a Roma, alle dipendenze del Centro alti studi per la difesa.